# Lumière du jour

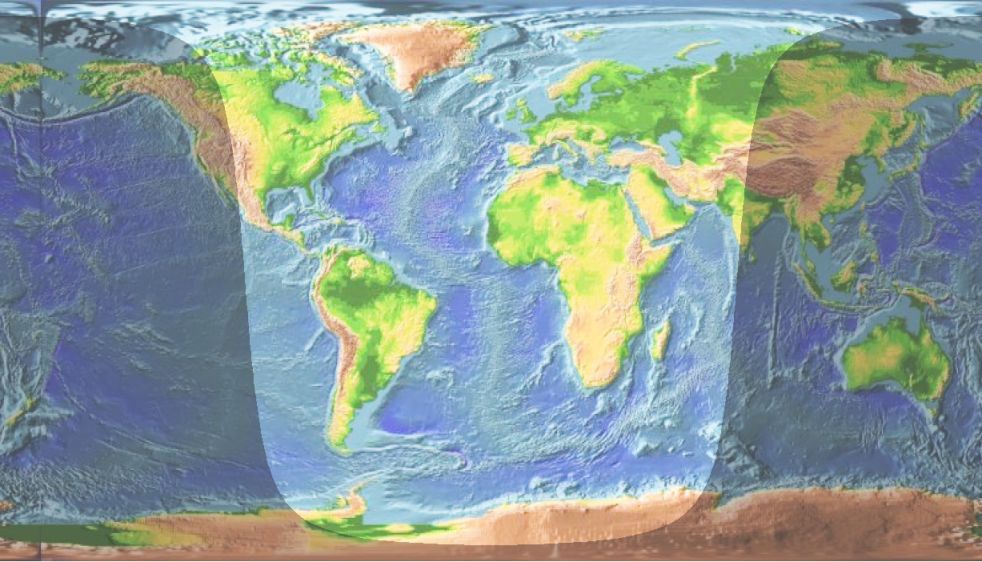
Lumière du jour à 13 h 00 UTC en début de printemps.

La lumière du jour est la lumière naturelle dans la journée. Elle se compose du rayonnement solaire direct, mélangé à la diffusion dans les nuages ou le bleu du ciel.
En éclairage, on appelle « lumière du jour »  une source lumineuse dont la température de couleur est supérieure à 4 500 K.

## Définitions

### Lumière du jour naturelle
La lumière du jour est présente dès que le Soleil s’élève au-dessus de l'horizon. L'éclairement extérieur varie de 5 à 120 000 lux.
Les crépuscules du matin et du soir sont exclus en général, en raison de l'effet de faible luminosité sur la vision des couleurs. La lumière solaire réfléchie par les objets de l'espace, comme le clair de lune, n'est pas considérée comme lumière du jour, de sorte que l'intensité de la lumière du jour correspond au domaine de vision photopique, permettant pleinement la vision des couleurs.
L'intensité, l'analyse spectrale et la température de couleur de la lumière naturelle varient notablement selon le moment de la journée et la couverture nuageuse.

### Lumière du jour artificielle
On ne peut comparer des couleurs de surface sans définir précisément l'illuminant. Le spectre de la lumière que diffuse une surface colorée est le résultat du produit de celui de l'illuminant par le spectre de transmission du colorant de la surface. Même compte tenu de l'adaptation visuelle, deux surfaces peuvent sembler identiques sous une certaine lumière — on dit qu'elles sont métamères — et différentes sous un autre éclairage. En colorimétrie, il est nécessaire de décrire précisément le spectre de la lumière.
Après les études de Deane B. Judd et David MacAdam, la Commission internationale de l'éclairage a défini par des tables de luminance par tranche de longueur d'onde un illuminant « lumière du jour », dont la température de couleur est 6 500 K, désigné « D65 » (D rappelle daylight, « lumière du jour » en anglais, et 65 indique la température de couleur). En cas de besoin, on peut calculer des tables pour des températures de couleur différentes.
En photographie en couleurs, la surface sensible équilibrée pour la lumière du jour donne un rendu de couleur correct avec un illuminant dont la température de couleur est 5 000 K. On suppose que le soleil direct au milieu de la journée donne la lumière principale sur le sujet (keylight).

## Éclairement lumineux
| Éclairement lumineux | Température de couleur | Situation                                  |
| -------------------- | ---------------------- | ------------------------------------------ |
| 120 000 lux          | 5 600 K                | Soleil direct au zénith                    |
| 120 000 lux          | 5 000 K                | Soleil direct à 30° au dessus de l'horizon |
| 400 lux              | 3 000 K                | Soleil direct au lever ou coucher          |
| 20 000 lux           | 15 000 à 100 000 K     | Ciel bleu                                  |
| 10 000 - 25 000 lux  | 6 500 à 25 000 K       | Ciel nuageux du côté opposé au Soleil      |
| <200 lux             | -                      | Ciel très nuageux                          |
| 40 lux               | -                      | Entièrement couvert                        |
| 5 lux                | -                      | Nuage d'orage, cas exceptionnels           |

À titre de comparaison, les intensités d'éclairage la nuit sont les suivantes : 
| Éclairement lumineux | Exemple                         |
| -------------------- | ------------------------------- |
| <1 lux               | Clair de lune                   |
| 0,25 lux             | Pleine lune par une nuit claire |
| 0,01 lux             | Quartier de lune                |
| 0,002 lux            | Ciel étoilé sans lune           |
| 0,0001 lux           | Ciel couvert sans lune          |

## Habitation
Dans une habitation, la lumière naturelle du jour peut être de trois types :
- lumière du Soleil directe : lumière vive et chaude ;
- lumière diffuse, appelée aussi lumière du ciel : lumière plus douce pouvant éclairer une pièce de manière plus homogène (telle celle apportée par le conduit de lumière ou le réflecteur de lumière[5]) ;
- lumière réfléchie sur différentes surfaces : lumière qui éclaire les pièces en profondeur.

Des études récentes sur la composante bleue des sources artificielles de lumière du jour, dites « blanc froid », conduisent à éviter cette lumière pour l'éclairage domestique nocturne.